# میدوز، استرالیای جنوبی
میدوز (به انگلیسی: Meadows) یک شهرک در استرالیا است که در استرالیای جنوبی واقع شده‌است.